# Slag bij Byram's Ford
De Slag bij Byram's Ford vond plaats op 22 oktober en 23 oktober 1864 in Jackson County, Missouri tijdens de Amerikaanse Burgeroorlog. De slag is ook bekend als de "Slag bij Big Blue River"

## Achtergrond
Generaal-majoor Sterling Prices Zuidelijke Army of Missouri was op weg naar Kansas City. Het Noordelijke Army of the Border onder leiding van generaal-majoor Samuel R. Curtis had stellingen ingenomen in en rond Westport om de Zuidelijke opmars te stoppen. Ondertussen bedreigde de cavaleriedivisie van generaal-majoor Alfred Pleasonton de Zuidelijke achterhoede. Price had een logge bagagetrein bij zich van 500 karren en zocht een goede oversteekplaats om over de Blue River te geraken. Byram’s Ford was hiervoor de beste oversteekplaats.

## De slag
Op 22 oktober bezette de Noordelijke divisie van generaal-majoor James G. Blunt de westelijke oever van de Big Blue River. Rond 10.00u voerde een deel van de Zuidelijke divisie van brigadegeneraal Joseph O. Shelby een frontale aanval uit op de Noordelijke slaglinie. Tegelijkertijd flankeerde de rest van zijn divisie Blunts positie waarop deze laatste zich terugtrok naar Westport. De bagagetrein beschikte nu een veilige oversteekplaats en vervolgde zijn weg naar Little Sante Fe.
Toen de Slag bij Westport de volgende dag in alle hevigheid uitbarstte, bleef Pleasontons cavalerie de druk opvoeren op de Zuidelijke achterhoede na hun strijd bij Independence. De Zuidelijke divisie van brigadegeneraal John S. Marmaduke had Pleasonton net ten westen van Independence kunnen tegenhouden. Marmaduke had de westelijke oever van de Big Blue River bij Byram's Ford bezet om de Zuidelijke achterhoede te beschermen.
Rond 08.00u voerde Pleasonton een aanval uit op de Zuidelijke stellingen bij de oversteekplaats. Een van zijn brigadegeneraals (Egbert B. Brown) voerde zijn bevelen niet uit en werd onder arrest geplaatst. Een andere bevelhebber, kolonel Edward F. Winslow raakte gewond en werd vervangen door luitenant-kolonel Frederick Benteen. Ondanks deze problemen veroverden de Noordelijken rond 11.00u de Zuidelijke stellingen. Terwijl Browns brigade nu onder leiding van kolonel John F. Philips de rivier overstak, opende de Zuidelijke artillerie het vuur. Eens ze de rivier waren overgestoken, vielen ze de nieuwe stellingen aan van Marmaduke. Nu kwam de Zuidelijke cavalerie onder Noordelijke kanonvuur te liggen. Deze overwinning speelde een belangrijke rol in de Noordelijke overwinning bij Westport.

## Gevolgen
Toen Pleasonton opnieuw de Zuidelijke achterhoede bedreigde, werd Price belaagd vanuit twee richtingen. Toen Price werd verslagen bij Westport en voortdurend werd aangevallen door de cavalerie van Pleasonton en de net aangekomen John McNeil, werd Price gedwongen om zich volledig terug te trekken in zuidelijke richting. Dit was het einde van de laatste Zuidelijke bedreiging ten westen van de Mississippi tijdens de Amerikaanse Burgeroorlog.